# NGC 5854
NGC 5854 ist eine Linsenförmige Galaxie vom Hubble-Typ SB0-a im Sternbild Jungfrau und etwa 75 Millionen Lichtjahre von der Milchstraße entfernt. 
Sie wurde am 24. Februar 1786 von Wilhelm Herschel mit einem 18,7-Zoll-Spiegelteleskop entdeckt, der sie dabei mit „pB, vS“ beschrieb.